# ميوتو
ميوتو (بالإنجليزية: Mewtwo)‏ مخلوق خيالي يُعرف باسم بوكيمون من نينتندو وغيم فريك. تم إنشاؤه بواسطة كين سوجيموري، ظهر لأول مرة في لعبة فيديو "بوكيمون الأحمر" و "الأزرق"، وظهر لاحقًا في التتابعات اللاحقة. -ألقاب مثل «بوكين تورنامنت». في ألعاب الفيديو، يمكن للاعب أن يقاتل ويلتقط ميوتو من أجل تحريضه لاحقًا ضد بوكيمون آخر. يتعلم اللاعب أولاً عن ميوتو في وقت متأخر من فيلمي بوكيمون ريد وبلو من خلال قراءة مستندات بحثية تركت في مختبر مدمر في جزيرة سينابار. يعتبر ميوتو أحد أقوى بوكيمون في السلسلة. ظهر ميوتو أيضًا في العديد من التعديلات المتحركة للامتياز.
كان ماساشيكا لشيمورا أول من عبر عن شخصية ميوتو الأصلية باللغة اليابانية، وتم التعبير عن الذات الأصغر للمخلوق بواسطة فوجيكو تاكيموتو في «صندوق صورة الصوت: أصل ميوتو» دراما قرص مضغوط وشوتارو موريكوبو في الأنمي المقتبس. بالإنجليزية، أعرب جاي جويد عن ميوتو في «بوكيمون: الفيلم الأول» (يُنسب إليه الفضل تحت اسم مستعار «فيليب بارتليت») ومسرحية «بوكيمون لايف!» الموسيقية، بينما قدمت دان چرين صوت التكملة المباشرة للفيلم الأول بوكيمون: عودة ميوتو.
أعربت الممثلة ريكو تاكاشيما عن فيلم ميوتو الثاني غير ذي الصلة في بوكيمون (أنمي) الخاص بعنوان ميوتو: مقدمة إلى الصحوة 'وتكملة مباشرة له «فيلم بوكيمون»: جينيجكت وأسطورة أيقظت  ؛ أغنية ميوتو الثانية هذه الممثلة ميريام بولترو في الدبلجة الإنجليزية. ظهر فيلم ميوتو ثالث أيضًا في 2019 فيلم رسوم متحركة حيوي «المحقق بيكاتشو» تم التعبير عنه في وقت واحد بواسطة رينا هوشينو وكوتارو واتانابي.

## التصميم والخصائص
صمم مصمم ألعاب الفيديو الياباني كين سوجيموري ميوتو للجيل الأول من ألعاب «وحوش الجيب» و «ريد» و«جرين»، المعروفة خارج اليابان باسم بوكيمون الأحمر" و "الأزرق. في الألعاب ميوتو هو نتيجة إعادة التركيب الجيني على عينة من حمض نووي تم الحصول عليها من بوكيمون ميو الأسطوري. في تعديل الرسوم المتحركة على الرغم من ذلك، فهي نسخة معدلة ويعني اسمها «الثاني ميو». حتى طرح أول فيلم «بوكيمون» في الولايات المتحدة نادرًا ما كان يشار إلى ميوتو على أنه «استنساخ» في المصادر اليابانية. أوضح كوبو ماساكازو المنتج التنفيذي لـ «ميوتو يعود الضربات»، أنهم «يتجنبون عن قصد استخدام مصطلح» كورون «استنساخ لأن الكلمة لها إحساس مخيف».
على الرغم من كونه سليل ميو يسبق ميوتو مباشرة ميو في اللعبة العددية مؤشر بوكيمون، بسبب التضمين السري للأخير بواسطة مبرمج لعبة غيم فريك شيجيكي موريموتو. خلال مقابلة، صرح رئيس ذا بوكيمون كومباني تسونيكازو إيشيهارا أنه من المتوقع أن تحظى ميوتو بشعبية لدى الجماهير في أمريكا الشمالية، مشيرًا إلى تفضيلهم لشخصيات قوية.
في الألعاب الأصلية، يُقصد بـ ميوتو أن تكون «أقوى بوكيمون على الإطلاق». نظرًا لتطبيق الهندسة الوراثية على عينة من الحمض النووي لميو من أجل إنشاء جينوم ميوتو بالكامل، فإن ميوتو هو نفساني قوي للغاية، ومع ذلك فإن قدراته تفوق قدرات ميو بسبب التعديلات المتعمدة إلى مادة المصدر الجيني. على هذا النحو، يمكنه استخدام التحريك الذهني لـ الرحلة لحماية نفسه أو لرميها بقوة المعارضون جانبا. بالإضافة إلى ذلك، فهي من بين عدد قليل جدًا من بوكيمون قادر على الكلام البشري وهو يفعل ذلك عبر التخاطر. وإلا فإنها تحافظ على طاقتها لحين الحاجة إليها، مثل مواجهة المعارضين الأقوياء. بالإضافة إلى قدراته النفسية، يمكن لـ ميوتو أيضًا التجديد مما يسمح لها بالتعافي بسرعة من الإصابات شبه المميتة. ومع ذلك يفتقر ميوتو بشكل ملحوظ إلى قدرة ميو على تعلم كل خطوة قابلة للتعليم داخل الألعاب.
على الرغم من أن جينوم ميوتو مطابق تقريبًا لجينوم ميو إلا أن الهندسة الوراثية المستخدمة لإكمال إنشائها أدت مع ذلك إلى أن مظهر ميوتو كان مختلفًا تمامًا مقارنةً بمظهر ميو. قطية الذي يبلغ طوله 6 قدم 7 بوصة (201 سـم) وله بنية رمادية فاتحة وذيل وبطن أرجواني بارزان ومقاومان أفخاذ كبيرة أرجوانية قزحية العين، أطراف أصابع منتفخة، صدر محدد، على شكل قمة صيوان وكتلة لحم تشبه الأنبوب تتصل من خلف رأسها منتصف الجزء العلوي من ظهره. تم تشبيه مظهره بـ «صليب كبير الحجم للقطط والسنجاب والكنغر».
كشخصية في الألعاب، لم يكن مظهر ميوتو الجسدي هو الاختلاف الصارخ الوحيد عن ميو. لدى ميوتو أيضًا تصميم مماثل لشخصية الأم / الأرض جيغاس.
علي الرغم من أن جينومها المعدل أدى إلى تفوق قدراتها على ميو، إلا أنها أدت أيضًا إلى تطوير ميوتو لشخصية شريرة  تهتم بشكل أساسي بإثبات قوتها. توسعت وسائط ألعاب الامتياز غير المتعلقة بالفيديو، ولا سيما الأنمي، في الشخصية. في المثال الأبرز، يتحدث ميوتو تواردًا بصوت ذكوري ويتمزق وجوديًا بسبب هدفه في العالم.

## الأستقبال
في الألعاب يُشار إلى ميوتو باستمرار على أنه أحد أقوى المعارضين وقد تم وصفه في بوكيمون الأحمر" و "الأزرق بأنه «أفضل بوكيمون في اللعبة»، بالإضافة إلى أنه «واحد من أندر - وأصعب في الإمساك به». بسبب نقاط القوة المتعددة للشخصية ونقاط الضعف القليلة، فإنه يغير الطريقة التي يتعامل بها اللاعبون مع بعضهم البعض، مما يتسبب في قيام اللاعبين إما بتطوير استراتيجيات فقط لهزيمة الخصم ميوتو أو حظر استخدامه عند قتال لاعبين آخرين. يتحسر طاقم آي جي إن على استبعاده من مبارزه لعبه سوبر سماش بروز. شارك استطلاع أجرته آي جي إن حول ما إذا كانت الشخصية قد فاتها الآخرون في شجار نفس الشعور على الرغم من أنهم وصفوها أيضًا بأنها واحدة من أضعف الشخصيات في مبارزه لعبه سوبر سماش بروز. نقاد SME المحترفين، تم تلقي هدفها من الهيمنة على العالم كصفة مشتركة من قبل «... كل شرير أنيمي...» وشبهها بشرير جيمس بوند من قبل لاعب ديلي سوبر سماش بروس. اللاعب جايسون زيمرمان يأخذ مقبضه من ميوتو على الرغم من يستخدم شخصيات أخرى في المنافسة. وصف المؤلفان تريسي ويست وكاثرين نول ميوتو بأنه خامس أفضل بوكيمون أسطوري وسادس أفضل بوكيمون بشكل عام.
كتاب بيكاتشو للمغامرة العالمية: صعود وسقوط بوكيمون أشار إلى أن ميوتو شائع لدى الأطفال الذكور الأكبر سنًا الذين يميلون إلى الانجذاب إلى الشخصيات «الصعبة أو المخيفة». على النقيض من ذلك، تم وصف ميو على أنها عكس قطبي وهي شخصية شائعة لدى الفتيات الصغيرات اللواتي تميل إلى الانجذاب إلى الشخصيات «اللطيفة». لاحظت كتب أخرى، مثل الإعلام والتخيل عوالم الأطفال مقارنة مماثلة مستشهدة بـ ميوتو على أنها «أكثر عدوانية المظهر» مقارنة بـ ميو والتأكيد على أهمية التباين للأطفال. يقارن كتاب ثقافات الألعاب ومكانها في آسيا والمحيط الهادئ تصميم سوجيموري لـ ميوتو بتصميم أفلام توكوساتسو اليابانية، أي أفلام الوحوش مثل فيلم غودزيلا 1954 في خلق «صور ظلية وحشية لكنها مألوفة من وكالة متجددة سابقة في شكل عيون وتعبيرات تقطع من خلال العارض».
في استقبال وسائل الإعلام الممتدة لسلسلة بوكميون تم تشبيه ميوتو بوحش فرانكشتاين باعتباره مولودًا من وسائل اصطناعية وغير راضٍ عن الحقيقة. وصفت سكرتيرة اللاهوت في كنيسة إنجلترا آن ريتشاردز ميوتو بأنه يمثل «حكاية عن عبثية القوة»، وأثنت على الشخصية لعرضها القيمة المسيحية للخلاص. ردود الفعل الأخرى كانت مختلطة. بينما تم الاستشهاد به على أنه «شرير معقد ومقنع» بواسطة السجل اليومي.
ومع ذلك، أشادأنيمريكا بـ ميوتو كشخصية ذات «عمق فلسفي» وكذلك لكونه «خصمًا له قوة لا نهائية تقريبًا وخبث حقيقي» التي كانت سلسلة الأنمي تفتقر إليها. وصف كين هولينجز من شركة البصر والصوت ميوتو بأنه «مثقل بالحيوية والتعبير والانتقام حيث يظل البوكيمون الآخر نقاطاً مشرقة من الطاقة الصامتة»، و "مثل الأخ الأكبر المضطرب، يمثل ميوتو نظام خبرة أقدم." أنمي كلاسيكيات من روائع الرسوم المتحركة اليابانية يجب مشاهدتها أشادت بالشخصية باعتبارها أفضل شرير في سلسلة أفلام بوكيمون وأحد أقوى عناصر ميوتو الإضرابات مرة أخرى. استشهدت صحيفة لوس أنجلوس تايمز بسلوكها كنقطة فكاهية فيما يتعلق بمظهرها «كشخصية قطط بلا ريب».
يتم استخدام صورة ميوتو للبضائع المتعلقة بامتياز بوكميون والتي تتضمن الألعاب وفرشاة أسنان الأطفال وقطعة اللعب لإصدار مونوبولي تحت عنوان بوكميون. تم صنع العديد من شخصيات الحركة مثل شخصية يمكن طرحها من قبل هاسبرو في عام 2006 والتي تضمنت ملحقات لإعادة إنشاء هجمات«شعاع هايبر» الدعامة «شاشة خفيفة» وتمثال «ناطق» يبلغ طوله ستة بوصات بواسطة جاكس باسيفك كجزء من سلسلة لإحياء ذكرى قوس قصة معركة الحدود في الأنمي. كما تم بيع وتوزيع العناصر التي تم تسويقها للبالغين والتي تعرضميوتو بواسطة نينتندو مثل القمصان. أصدرت دولة جزيرة نيوي عملة معدنية بقيمة دولار واحد تتميز بالشخصية كجزء من الترويج التذكاري لسلسلة بوكميون مع ميوتو على جانب واحد وشعار الأمة على الجانب الآخر. يظهر ميوتو أيضًا على جانب ميناء طائرة وحوش الجيب بوينج 747 الجامبو التابعة لشركة جميع الخطوط الجوية نيبون جنبًا إلى جنب مع ميو.

## روابط خارجية
- Mewtwo موقع بوكيمون